# 北山镇 (达州市)
北山镇，是中华人民共和国四川省达州市通川区下辖的一个乡镇级行政单位。

## 行政区划
北山镇下辖以下地区：
街道社区、丰登村、剑峰村、立马村、石岗村、石咀村、双鱼村、衙门村、深滩村、苏坪村、北江村、顺堂村、洞滩村、点兵村、学堂村和铁佛村。